# Сосновский поссовет
Городско́е поселе́ние Сосновский поссовет — муниципальное образование в Сосновском районе Тамбовской области Российской Федерации.
Административный центр — рабочий посёлок Сосновка.

## История
Сосновский поссовет образован в составе Сосновского района Тамбовской области 21 декабря 2009 года Законом Тамбовской области от 03 декабря 2009 года № 587-З «О преобразовании некоторых муниципальных образований Тамбовской области».
Сосновский поссовет наделен статусом городского поселения Законом Тамбовской области от 3 декабря 2009 года № 587-З «О преобразовании некоторых муниципальных образований Тамбовской области».
Статус и границы городского поселения установлены Законом Тамбовской области от 17 сентября 2004 года № 232-З «Об установлении границ и определении места нахождения представительных органов муниципальных образований в Тамбовской области».

### Главы Сосновского поссовета
- С 1991 по 1992 год главой поссовета избирался Варчев Николай Дмитриевич.

- С 1993 по 2010 год главой поссовета был избран Барышников Виктор Александрович –бывший архитектор района.

- Председателем поселкового Совета с 2003 по 2008 год была избрана из числа депутатов Свечникова Людмила Васильевна.

- С 2008 по 2010 год председателем поселкового Совета из числа депутатов был избран Першков Александр Анатольевич.

- С 2010 по 2013 год главой поссовета был избран Касаткин Александр Петрович.

- С 2013 года главой поссовета избран Пучков Александр Валерианович.

## Население
| 2010  | 2012  | 2013  | 2014  | 2015  | 2016  | 2017  |
| ----- | ----- | ----- | ----- | ----- | ----- | ----- |
| 9864  | ↘9850 | ↘9824 | ↘9527 | ↘9380 | ↘9286 | ↘9215 |
| 2018  | 2019  | 2020  | 2021  |       |       |       |
| ↘9024 | ↘8750 | ↗8757 | ↘8104 |       |       |       |

## Состав городского поселения
| № | Населённый пункт | Тип населённого пункта                  | Население |
| - | ---------------- | --------------------------------------- | --------- |
| 1 | Александровка    | деревня                                 | 44        |
| 2 | Вирятино         | село                                    | 514       |
| 3 | Космачёвка       | село                                    | 90        |
| 4 | Мариновка        | деревня                                 | 27        |
| 5 | Сосновка         | рабочий посёлок, административный центр | ↘7517     |